# Nationalliga A (Eishockey) 1964/65
Die Saison 1964/65 war die 27. reguläre Austragung der Nationalliga A, der höchsten Schweizer Spielklasse im Eishockey. Zum zweiten Mal in seiner Vereinsgeschichte wurde der SC Bern Schweizer Meister, während die Young Sprinters Neuchâtel in die NLB abstiegen.

## Modus
In einer gemeinsamen Hauptrunde spielte jede der zehn Mannschaften in Hin- und Rückspiel gegen jeden Gruppengegner, wodurch die Gesamtanzahl der Spiele pro Mannschaft 18 betrug. Der Tabellenerste wurde Schweizer Meister, während der Tabellenletzte direkt in die zweite Liga abstieg. Für einen Sieg erhielt jede Mannschaft zwei Punkte, bei einem Unentschieden einen Punkt. Bei einer Niederlage erhielt man keine Punkte.

## Hauptrunde

### Abschlusstabelle
| Pl. | Team                      | Sp. | S  | U | N  | Tore   | Pkt. |
| --- | ------------------------- | --- | -- | - | -- | ------ | ---- |
| 1.  | SC Bern                   | 18  | 14 | 3 | 1  | 95:49  | 31   |
| 2.  | HC Villars                | 18  | 13 | 1 | 4  | 82:32  | 27   |
| 3.  | SC Langnau                | 18  | 11 | 1 | 6  | 75:55  | 23   |
| 4.  | EHC Kloten                | 18  | 11 | 0 | 7  | 85:91  | 22   |
| 5.  | HC Servette Genève        | 18  | 9  | 1 | 8  | 92:72  | 19   |
| 6.  | Grasshopper-Club          | 18  | 7  | 3 | 8  | 71:63  | 17   |
| 7.  | EHC Visp                  | 18  | 7  | 1 | 10 | 71:90  | 15   |
| 8.  | HC Davos                  | 18  | 5  | 2 | 11 | 58:87  | 12   |
| 9.  | Zürcher SC                | 18  | 5  | 1 | 12 | 80:90  | 11   |
| 10. | Young Sprinters Neuchâtel | 18  | 1  | 1 | 16 | 57:137 | 3    |

Der SC Bern konnte mit vier Punkten Vorsprung vor dem Meister der beiden Vorjahre, dem HC Villars, die Meisterschaft für sich entscheiden und verlor nur eines seiner 18 Saisonspiele. Die Young Sprinters Neuchâtel blieben in dieser Spielzeit chancenlos und verloren 16 von 18 Partien, woraufhin sie mit nur drei Punkten als Tabellenletzter in die NLB abstiegen.

### Meistermannschaft des SC Bern
| Schweizer Meister SC Bern | Torhüter: Roland Buchser, René Kiener, René Sutter Verteidiger: Werner Künzi, Kurt Nobs, Mario Pellegrini, Max Rüegg Angreifer: Roland Dellsperger, Rolf Diethelm, Walter Haemmig, Beat Kuhn, Paul Messerli, Max Müller, Ulrich Ochsenbein, Peter Stammbach, Peter Schmidt, Roger Schmidt, Hans Zurbriggen, Peter Zurbriggen Cheftrainer: Ed Reigle |